# 표현명
표현명(表鉉明, 1958년 10월 21일 ~ , 서울)은 대한민국의 기업인이다.

## 주요학력
- 고려대학교 전자공학과 학사/석사/공학박사(Ph.D.)
- 서울대학교 행정대학원 정보통신방송정책과정 수료
- 고려대학교 경영대학 기업지배구조 최고위과정 수료
- 서울대학교 경영대학 최고경영자과정(AMP) 수료

## 주요경력
- 2014년  : 롯데렌탈 대표이사 / 사장
- 2010년  : KT 개인고객부문 사장
- 2009년  : KT 부사장
- 2004년  : KTF 마케팅부문장 부사장
- 1983년  : 한국전자통신연구원 연구원

## 주요상훈
- 2008년  : 대한민국 산업포장
- 2003년  : 대통령 표창
- 1997년  : 정통부장관상

## 공동 저서
- 2012년 서비스디자인 이노베이션
- 2008년 서비스 디자인시대